# Serhijiwka (rejon mariupolski)
Serhijiwka (ukr. Сергіївка) – wieś na Ukrainie, w obwodzie doneickim, w rejonie mariupolskim, w hromadzie Nikolśke. W 2001 liczyła 213 mieszkańców, spośród których 162 wskazało jako ojczysty język ukraiński, 48 rosyjski, 2 białoruski, a 1 inny.